# Breg ob Bistrici
Breg ob Bistrici je naselje u slovenskoj Općini Tržiču. Breg ob Bistrici se nalazi u pokrajini Gorenjskoj i statističkoj regiji Gorenjskoj. 

## Stanovništvo
Prema popisu stanovništva iz 2002. godine naselje je imalo 57 stanovnika.